# Корус
Корус (Corus) е британско-нидерландски производител на стомана и алуминий, образуван от сливането на Koninklijke Hoogovens и British Steel.
Той е сред най-големите производители на стомана в света – 19,1 млн. тона през 2003 г. компанията обявява през 2002 г. намерението си да се оттегли от пазара на алуминий и продава няколко от подразделенията си в този сектор.